# Interplay Entertainment
Interplay Entertainment Corporation — американский разработчик и издатель компьютерных и видеоигр, основанный Брайаном Фарго в 1983 году под названием Interplay Productions.

## История

### Interplay Productions
Компания была основана в 1983 году в Южной Калифорнии Брайаном Фарго, который стал CEO. Первыми нанятыми компанией работниками стали Джей Пэйтел (Jay Patel), Трой Уоррелл (Troy Worrell) и Билл Хайнеман (Bill Heineman), работавшие ранее с Фарго в маленькой фирме-разработчике игр Boone Corporation. Первые работы компании не были оригинальными и являлись переработкой другого программного обеспечения и даже работы для военных нужд по заказу Loral Corporation. После переговоров с Activision, компания получила 100 тыс. долларов на разработку трех иллюстрированных текстовых игр. Две из них были изданы в 1984 году: если Mindshadow является вольной адаптацией романа «Идентификация Борна» Роберта Ладлэма, то The Tracer Sanction помещает игрока в роль межпланетного агента тайной службы. Изданная в 1985 году третья игра Borrowed Time следует сценарию «Subway Software» Арни Каца. Все эти игры основывались на ранней работе Фарго — Demon’s Forge, изданной в 1981 году .
Программа лексического анализа Interplay, написанная Фарго с партнером, воспринимала примерно 250 существительных, 200 глаголов, а также предлоги и непрямые дополнения. В 1986 году вышла очередная игра Tass Times in Tonetown. Компания заработала репутацию разработчика качественных ролевых игр после выхода игр The Bard’s Tale (1985), Wasteland (1988) и Dragon Wars (1989). Все они изданы Electronic Arts.
Компания начала собственный издательский бизнес с выпуска игр Neuromancer и Battle Chess в 1988 году, а впоследствии стала оказывать издательские услуги также для игр сторонних разработчиков, сохраняя при этом собственные студии. В 1995 году Interplay издала популярную игру Descent, разработанную Parallax Software. Также Interplay издавала игры по франшизе Star Trek, включая Star Trek: 25th Anniversary для ПК и NES, а также Star Trek: Judgment Rites. Позднее эти игры вышли на CD-ROM, дополненные голосами актёров оригинального сериала. Также компания издала игры Star Trek: Starfleet Academy и Star Trek: Klingon Academy, а также серию Starfleet Command, начиная с Star Trek: Starfleet Command. Ещё одна игра по франшизе — Star Trek: Secret of Vulcan Fury — находилась в разработке в конце 1990-х годов, однако игра не была завершена, а команда разработчиков была существенно сокращена ввиду урезания бюджетов по разным причинам. В 1995 году после нескольких лет задержек выпущена игра Stonekeep. Также во второй половине 1990-х годов Interplay выпустила на ПК игры Carmageddon, Fragile Allegiance, Hardwar и Redneck Rampage.
В 1997 году Interplay завершает разработку и издает Fallout — успешную игру, благосклонно встреченную критиками, выполненную в стиле ретрофутуризма и сеттинге пост-апокалиптического мира. В 1998 году вышло продолжение, Fallout 2, от внутренней студии Black Isle Studios. Другой успешной франшизой Interplay была игра Baldur's Gate — D&D-игра, разработанная BioWare, которая вскоре была дополнена не менее успешными дополнением, продолжением и спин-оффом. Первым спин-оффом стала игра Baldur’s Gate: Dark Alliance, успех которого способствовал выходу продолжения. Помимо Dark Alliance компания также издала несколько значимых консольных серий, например Loaded, файтинги серии Clay Fighter, а также разработки Shiny Entertainment — MDK и Wild 9.

### Interplay Entertainment
Компания сменила название на Interplay Entertainment Corp в 1998 году после начала обращения её акций на бирже NASDAQ. В первой половине 1990-х рынок начал медленно замедляться после нескольких годов процветания, что было неблагоприятно для проведения IPO, однако потребность в средствах заставила Фарго вывести акции компании на рынок. Усиливающаяся конкуренция, отнюдь не большие доходы от подразделения спортивных игр, а также нехватка игр на консольном рынке заставила компанию двумя годами позже искать дополнительного финансирования, которое было найдено в лице Titus Interactive, французской компании. В 1999 году отношения между Фарго и мажоритарным акционером Titus значительно охладели, так как компания несколько лет подряд работала в убыток ввиду плохих продаж игр Descent 3 и FreeSpace 2. Акции Interplay были выведены из листинга NASDAQ в 2002 году из-за низкой стоимости, несмотря на положительные прогнозы в прессе. Успешными были игры внутренней студии Black Isle: Planescape: Torment и Icewind Dale.
В 2001 году Titus установила полный контроль над деятельностью компании. Сразу после этого издательский бизнес Interplay был остановлен, и компания подписала соглашение, по которому издателем её игр становится Vivendi. В итоге Фарго покинул компанию и основал новую студию inXile Entertainment, поскольку воплотить план по смене основной области работы Interplay с рынка ПК на рынок консольных игр ему не удалось. 8 декабря 2003 года были сокращены сотрудники Black Isle Studios в полном составе.
После выпуска игры Baldur's Gate: Dark Alliance II в 2004 году появилась информация о том, что студия Interplay закрылась, передав права на разработку трех игр серии Fallout компании Bethesda Softworks. Однако в 2005 году компания объявилась с анонсом об отмене игр Fallout: Brotherhood of Steel 2, Baldur’s Gate: Dark Alliance III, а также игры Ballerium в жанре ММО-RTS, которую разрабатывала студия Majorem. Находясь на грани банкротства, Interplay продала Bethesda Softworks все права на франшизу Fallout, но сохранила за собой права на выпуск MMO-игр, отозвав эту лицензию в 2007 году и чуть позже приступив к работе над ней .
В 2008 году Interplay перевыпускает игры Earthworm Jim и Earthworm Jim 2 в рамках сервиса Virtual Console для Wii, а также анонсировала о начале сотрудничества с Masthead Studios по работам над Fallout Online. Interplay также лицензировала Gameloft разработку игры Earthworm Jim HD. В 2010 году была запущена собственная программа издания инди-игр — Interplay Discovery. Благодаря этой программе компания издала свою первую игру за несколько лет — Pinball Yeah!, за которой последовала Tommy Tronic. Также Interplay перевыпустила игру Prehistorik 2 на DSiWare, что стало их первой собственной игрой на Nintendo DS, поскольку Earthworm Jim был издан Gameloft. Второй игрой Interplay на DS стала игра подобной стилистики о динозаврах — Legendary Wars: T-Rex Rumble. В 2011 году компания выпустила MDK2 HD. Продолжая программу Discovery, были выпущены игры Death and the Fly и Homesteader, портирована с DS на iPhone/iPad игры Legendary Wars: T-Rex Rumble, а также выпущена игра Crazy Cats Love. В 2012 году игра Crazy Cats Love была портирована в систему OnLive, а также выпущена игра Stonekeep: Bones of the Ancients для WiiWare.
Хотя игра Fallout Online была отменена в 2011 году, игра «Project: V13» продолжает числиться на сайте компании с неуказанным сроком. Чтобы усилить продвижение выходящей игры Battle Chess, компания в 2012 году открыла аккаунты в Facebook и Twitter. Чуть позже были опубликованы материалы о проблемах у Subdued Software, которые могут потребовать финансирования посредством краудфандинга на Kickstarter для реализации в игре многопользовательских режимов. Из-за неудачной попытки финансирования будущее этой игры не определено. После этого Interplay анонсировала повторное издание MDK2 HD через Steam, что было осуществлено 30 июля 2012 года. Затем компания анонсировала восстановление Black Isle Studios, были запущены официальный сайт, Facebook и Twitter.
Вскоре после переиздания Prehistorik Man на Android было объявлено, что «возрожденная» Black Isle Studios будет работать над Fallout Online, который теперь называется Project V13. Для финансирования разработки технической демоверсии Interplay запустила кампанию «Замена апокалипсиса майя от Black Isle» (Black Isle Mayan Apocalypse Replacement program). На эти деньги создана группа для обсуждения хода разработки Project V13. На 4 июля 2012 года большая часть прав на франшизу FreeSpace принадлежала Interplay, недостающие права компания купила за 7500 долларов. Кампания краудфандинга для Project V13 завершилась с результатом 6630 долларов.

## Правовое положение
Поскольку Interplay использовала игровой движок Dark Alliance Engine, разработанный Snowblind Studios, в играх Fallout: Brotherhood of Steel, Baldur’s Gate: Dark Alliance II, а также в версии оригинальной Dark Alliance для GameCube без согласия самой Snowblind Studios, между двумя студиями имело место судебное разбирательство в течение 2003 и 2004 годов. В результате было принято решение, по которому Interplay может использовать движок Dark Alliance Engine в тех проектах, где он уже использован, но ей запрещается использование этого движка в новых разработках. Также суд постановил передать права на торговую марку Baldur’s Gate в Atari, а на Dark Alliance, хоть и временно, в Snowblind Studios.
Glutton Creeper Games подала иск на Interplay в 2007 году за срыв контракта о настольной ролевой игре по франшизе Fallout. Стороны заключили мировое соглашение в мае 2009 года без разглашения условий. 8 сентября 2009 года Bethesda Softworks подала иск касательно лицензии на Fallout Online и продаж Fallout Trilogy, в котором потребовала наложить судебный запрет на разработку Fallout Online и прекращения продаж Fallout Trilogy. После трехлетней тяжбы Interplay согласилась уступить лицензию на Fallout Online за 2 млн долларов. Лицензия Interplay на распространение игр Fallout, Fallout 2, Fallout Tactics: Brotherhood of Steel и сопутствующих продуктов действовала до 31 декабря 2013 года
После анонса TopWare Interactive о разработке Battle vs. Chess для SouthPeak Games Interplay подала иск и смогла добиться запрета продаж игры на территории США. В феврале Interplay выиграла дело и добилась выплаты компенсации размером 200 тыс. долларов и процента с продаж до 15 ноября 2012 года.

## Студии

### Действующие
- Interplay Discovery — подразделение, занимающееся изданием игр инди-разработчиков.
- Black Isle Studios из округа Ориндж, Калифорния, основана в 1996, закрыта в 2003 из-за финансовых проблем. Открыта снова через 9 лет, в 2012 году после успеха MDK2 HD.

### Закрытые
- BlueSky Software из Калифорнии, основана в 1988, закрыта в 2001.
- Brainstorm[37]
- Interplay Films — подразделение, открытое в 1998 году для производства кинофильмов по популярным франшизам компании, включая Descent, Redneck Rampage и Fallout. Главой подразделения был Tom Reed.

### Проданные
- Shiny Entertainment — основана в 1993, приобретена в 1995, продана Atari в 2002. Позднее была объединена с The Collective, Inc., сформировав Double Helix Games в октябре 2007.

### Прочие
- 14 Degrees East — подразделение стратегических игр. Основан 3 марта 1999.[38]
- FlatCat
- Interplay Sports — подразделение спортивных игр. Первоначально компания была известна как VR Sports до смены названия в 1998.[39]
- Tantrum Entertainment[40]
- Tribal Dreams
- Digital Mayhem,[41] — внутренняя студия, портировавшая Giants: Citizen Kabuto на PlayStation 2 и разработавшая Run Like Hell.